# Ernst Baasland

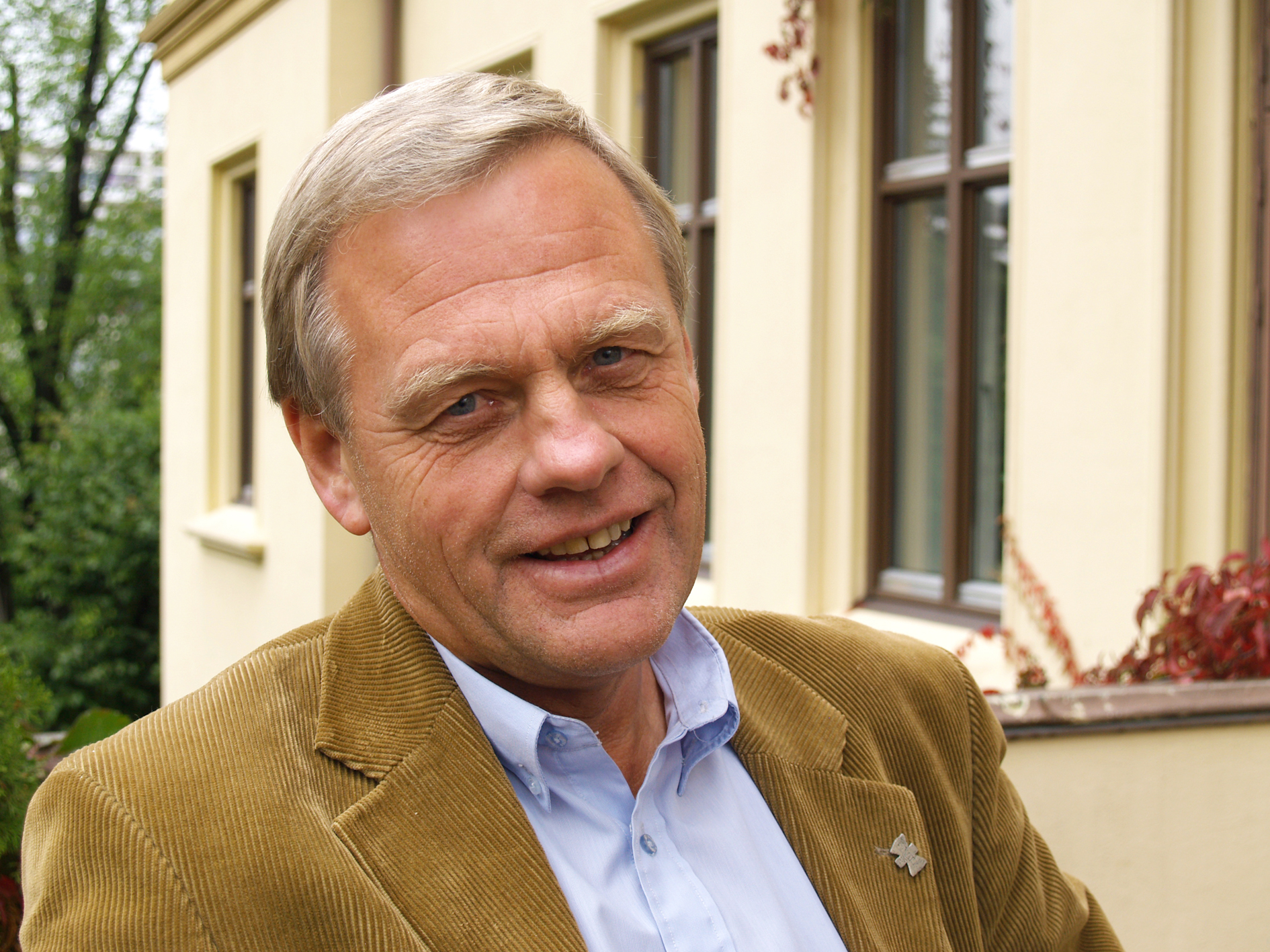
Ernst Baasland

Ernst Oddvar Baasland (* 3. April 1945 in Kristiansand) ist ein norwegischer lutherischer Theologe. Er war von 1984 bis 1998 Professor an der Menighetsfakultet (Gemeindefakultät) in Oslo und von 1998 bis 2009 Bischof im Bistum Stavanger der Norwegischen Kirche.
Baasland studierte an der Menighetsfakultet in Oslo sowie den Universitäten Erlangen und Tübingen und legte 1970 das theologische Kandidatenexamen ab. Nach einer kurzen Tätigkeit als Militärseelsorger kehrte er 1971 als Forschungsstipendiat an die Menighetsfakultet zurück. Dort wurde er 1976 Lektor und 1983 Dozent, nachdem er 1981 aufgrund einer Dissertation über Rudolf Bultmanns frühe Schriften an der Universität Oslo zum Dr. theol. promoviert worden war. 1984 übernahm er eine Professur für Neues Testament an der Menighetsfakultet. Gastaufenthalte führten ihn an die Universität Aarhus, die Princeton University und die Lutheran Theological School in Hongkong.
1998 wurde er zum Bischof von Stavanger bestimmt und, nur wenige Tage nach seiner Ordination, im Dom zu Stavanger in sein Amt eingeführt. Er war Mitglied im Mellomkirkelig råd (zwischenkirchlichen Rat) seiner Kirche.
Im Herbst 2008 mussten Baasland und seine Ehefrau Bodhild persönliche Insolvenz anmelden, weil sie ihrem Sohn Bjarte Baasland etliche Millionen Norwegische Kronen, großenteils bei Banken und Bekannten geliehen, überlassen hatten, die dieser bei Internetspielen verloren hatte. Infolge dieser Affäre erklärte Baasland im Dezember 2008 seinen Rücktritt vom Bischofsamt zum 15. Juni 2009. Nach dem Ausscheiden aus dem Amt nahm er unter anderem Gastprofessuren an der Universität Stellenbosch und der Humboldt-Universität zu Berlin wahr. Er setzte auch seine Forschungsarbeit fort und veröffentlichte unter anderem zwei Untersuchungen zur Bergpredigt.

## Schriften (Auswahl)
- Theologie und Methode. Eine historiographische Analyse der Frühschriften Rudolf Bultmanns. Brockhaus, Wuppertal 1992 (Diss.), ISBN 978-3-417-29373-9.
- Ordet fanger. Bibelen og vår tid. Universitetsforlaget, Oslo 1991.
- Jakobsbrevet (= Kommentar till nya Testamentet 11). EFS-förlaget, Uppsala 1992.
- Kristendom på norsk. Oslo 1995
- Korsfylket. Rogalands røtter inn i vår tid. Stavanger 2003.
- Poetisk jul. Oslo 2009.
- Norge er større enn vi tror - nasjonalpoesi, norske symboler og norsk identitet. 2014
- Parables and rhetoric in the Sermon on the mount. New approaches to a classical text. Mohr Siebeck, Tübingen 2015, ISBN 978-3-16-154102-5
- Radical philosophy of life. Studies on the Sermon on the Mount. Mohr Siebeck, Tübingen 2020, ISBN 978-3-16-159868-5.